# The Irregular at Magic High School
The Irregular at Magic High School (魔法科高校の劣等生?, Mahōka kōkō no rettōsei, lett. "Lo studente mediocre di una scuola superiore di magia") è una serie di light novel giapponese scritta da Tsutomu Satō e illustrata da Kana Ishida. ASCII Media Works ha pubblicato 32 volumi sotto la loro etichetta Dengeki Bunko dal 10 luglio 2011 al 10 settembre 2020. Cinque adattamenti manga sono stati pubblicati da ASCII Media Works e Square Enix. Un adattamento in serie televisiva anime prodotto da Madhouse è stato trasmesso dal 5 aprile 2014. Un videogioco per telefoni cellulari intitolato Mahōka kōkō no rettōsei: School Magicus Battle e uno per PlayStation Vita dal titolo Mahōka kōkō no rettōsei: Out of Order, di Namco Bandai Games, sono stati annunciati durante il Dengeki Game Festival 2014 il 16 marzo 2014. Un film anime con una storia originale di Satō è stato proiettato nei cinema giapponesi il 17 giugno 2017, mentre una seconda stagione che si svolge dopo la serie anime è stata prodotta da 8-Bit e trasmessa dal 3 ottobre al 26 dicembre 2020. Un adattamento anime della serie Mahōka kōkō no yūtōsei ad opera di Connect è stato trasmesso dal 3 luglio al 25 settembre 2021. Un film d'animazione televisivo dell'arco Tsuioku-hen (Arco del ricordo) è andato in onda il 31 dicembre 2021. Una terza stagione è andata in onda dal 5 aprile al 28 giugno 2024. La storia si svolge negli anni 2090, dove la tecnologia ha permesso l'esistenza della magia, e segue Tatsuya e Miyuki Shiba, fratelli che si iscrivono alla scuola superiore First High School. Mantenendo segreti i loro legami con il famigerato clan Yotsuba, i due cercano di vivere la loro vita quotidiana in pace, ma Tatsuya viene evitato per la sua apparente inettitudine e Miyuki viene apprezzata per le sue capacità magiche.
Nel 2020 è iniziata la pubblicatazione di un sequel diretto intitolato Zoku mahōka kōkō no rettōsei Magian Company. Ambientato dopo gli eventi del volume 32, il sequel si focalizza sul protagonista Tatsuya Shiba e gli altri dopo il diploma della scuola superiore di magia First High School. Un sequel spin-off intitolato Mahōka kōkō no rettōsei Kigunasu no otome-tachi viene pubblicato dal 2021. Si focalizza su Katsuto Juumonji  e sulla rivelazione di un nuovo membro della famiglia.
La serie è stata accolta positivamente. La light novel è apparsa nei sondaggi di Sugoi Japan del 2015 e dal 2020 è una delle serie più vendute in Giappone con 22 milioni di copie vendute. Inoltre, anche gli adattamenti del manga e dell'anime sono apparsi nelle classifiche di vendita. I recensori inglesi hanno avuto un'accoglienza contrastante nei confronti dell'adattamento anime. La complessa tecnicità della magia all'interno della serie è stata accolta in modo favorevole, ma l'esposizione è stata criticata per essere pesante, poco chiara e mal realizzata.

## Trama
La serie è ambientata in un mondo dove la magia esiste ed è stata utilizzata come tecnologia per quasi un secolo. Invece di invocare magie tramite formule o altre forme tradizionali di incantesimi, i maghi usano un Dispositivo di Assistenza al Lancio, meglio conosciuto come CAD (Casting Assistant Device). Essi infondono il CAD di psioni psions (想子?, Saion, lett. "particelle di pensiero"), particelle prive di sostanza e fenomeno psichico. Il CAD in sé fornisce una sequenza di attivazione, che viene usata per costruire un rituale utile a lanciare la magia. Tale rituale magico mira all'Idea, la piattaforma su cui sono registrati gli Eidos. Questi ultimi si riferiscono a una forma di informazione che è connessa ad un fenomeno. La magia moderna usa falsi segnali per manipolare l'Eidos di un obiettivo e di conseguenza modifica il fenomeno, causando cambiamenti fisici nel mondo reale.
Nel 2095, Tatsuya Shiba e sua sorella Miyuki Shiba sono nuovi studenti iscritti alla scuola superiore affiliata all'università privata di magia (First High School). Gli studenti sono classificati in base ai risultati dei loro test: gli studenti con i punteggi migliori sono iscritti al Corso 1, mentre quelli con i punteggi più bassi sono iscritti al Corso 2. Queste due sezioni sono comunemente chiamate (contro il regolamento scolastico) "Bloom" e "Weed". Miyuki ottiene il punteggio massimo nei test d'ingresso e viene selezionata come rappresentante del primo anno, mentre Tatsuya viene inserito nel Corso 2 a causa del suo punteggio basso nel test pratico, pur avendo ottenuto il punteggio più alto nella parte scritta/teorica degli esami.
Il rapporto tra i due valica però la normale convenzione fratello-sorella, pare infatti che Miyuki nutra dei sentimenti nei confronti di Tatsuya e anche quest'ultimo sembra nascondere molti segreti relativi al proprio passato.

## Personaggi

### Personaggi principali

Tomitsuka (in basso a sinistra), Kasumi e Izumi (a sinistra in seconda fila), Shippou, Hanzo e Azusa (a sinistra sullo sfondo), Miyuki e Tatsuya (al centro), Erika e Leo (in basso a destra), Honoka e Shizuku (a destra in seconda fila) e Mikihiko e Mizuki (a destra sullo sfondo)

Tatsuya Shiba (司波 達也?, Shiba Tatsuya) e Miyuki Shiba (司波 深雪?, Shiba Miyuki)
Doppiati da: Yūichi Nakamura (Tatsuya) e Saori Hayami (Miyuki)
Tatsuya e Miyuki sono fratelli dello stesso anno scolastico e figli di Tatsuro Shiba e della defunta Miya Yotsuba, con Tatsuya di 11 mesi più grande di Miyuki; i loro genitori hanno avuto un matrimonio forzato senza amore e quando la madre è morta, il padre ha sposato la sua amante, Sayuri Furuha, lasciando i fratelli a vivere da soli. Maya Yotsuba, loro zia e attuale leader del clan Yotsuba, è il motivo per cui Tatsuya è nato con la magia unica di decomporre, ricostruire e far esplodere la materia (insieme ad alcune manipolazioni genetiche). Per paura dei suoi poteri, la leadership del clan Yotsuba dell'epoca si schierò a favore della morte di Tatsuya, costringendo Miya e Maya a prendere provvedimenti per garantirne la sopravvivenza: la prima è stata la creazione di Miyuki con miglioramenti genetici nell'utero, che avrebbe agito come un sigillo al potere di Tatsuya; la seconda è stata quella di spegnere magicamente le emozioni di Tatsuya, tranne l'amore familiare verso Miyuki; e la terza è stata quella di assegnare a Tatsuya il ruolo di guardia del corpo di Miyuki per sviluppare il suo senso di lealtà verso di lei. Durante una vacanza con la famiglia a Okinawa, Tatsuya ha scongiurato un'invasione dell'Unione della Grande Asia e si è unito alla Brigata 1-0-1, guidata dal maggiore Kazama Harunobu. A un certo punto della sua vita, Tatsuya ha sviluppato un interesse per l'ingegneria della tecnologia magica e ha commercializzato una tecnologia rivoluzionaria attraverso l'azienda di famiglia, Four Leaves Technology (F.L.T.), sotto lo pseudonimo di Taurus Silver.
Miyuki è considerata una delle maghe più forti del mondo ed è candidata a succedere alla zia Maya come leader del clan Yotsuba. La sua specialità è la magia del congelamento e la sua magia unica le permette di congelare la coscienza di una persona. Inoltre, metà della sua capacità di lanciare la magia viene utilizzata per sigillare i poteri di Tatsuya. Prima della vacanza di famiglia a Okinawa, Miyuki trattata Tatsuya con freddezza, come gli altri membri del clan Yotsuba. Successivamente ha cominciato ad affezionarsi a lui e quando Tatsuya le ha salvato la vita, gli ha dedicato tutta la sua esistenza. Si è evoluta al punto di disdegnare il tocco di altri maschi ed esprimere la gelosia di Tatsuya nei confronti delle femmine che lo circondano. Geneticamente diversa da Tatsuya nonostante sia nata dagli stessi genitori, Miyuki gli professa il suo amore in seguito al loro fidanzamento sotto gli ordini di Maya.
Nei sondaggi di Kono light novel ga sugoi!, sia Tatsuya che Miyuki si sono classificati come uno dei personaggi più popolari delle light novel. Al di fuori del franchise, Tatsuya e Miyuki appaiono anche nel videogioco Dengeki Bunko: Fighting Climax.

### Personaggi di supporto

#### Gruppo di Tatsuya
Il gruppo di Tatsuya è composto da sette compagni di classe con cui trascorre la vita scolastica quotidiana. Spesso assistono Tatsuya durante le indagini e le situazioni di pericolo.
Erika Chiba (千葉 エリカ?, Chiba Erika)
Doppiata da: Yumi Uchiyama
La figlia del capo del clan Chiba e della sua amante, il che crea un rapporto teso con la sua famiglia. Ha una personalità da maschiaccio e ottimista ed è considerata una delle migliori spadaccine del clan. La sua magia viene usata per migliorare le sue tecniche di spada e di combattimento. Considera Mizuku la sua migliore amica e ha una cotta per Tatsuya.
Leonhard Saijo (西城 レオンハルト?, Saijō Reonharuto)
Doppiato da: Takuma Terashima
Comunemente chiamato Leo, è il nipote di un mago modificato della serie Fortress. Suo nonno era uno dei pochi sopravvissuti alle instabilità della serie Fortress, che causano morte precoce o psicosi. Leo ha ereditato i potenziamenti fisici del nonno e teme di aver ereditato anche i difetti della serie Fortress. Durante i combattimenti, Leo usa la magia ad attivazione vocale (una tecnica all'antica) per fortificare gli oggetti o il proprio corpo per aumentare le sue capacità di combattimento.
Mizuki Shibata (柴田 美月Shibata Mizuki?)
Doppiata da: Satomi Satō
Una ragazza con la disposizione chiamata occhi di cristallo che le permette di vedere i componenti della magia invisibili alla maggior parte delle persone. La sua abilità la affatica mentalmente, richiedendo di indossare un paio di occhiali per controllare la sua visione. Ha una personalità timida, calma e femminile.
Mikihiko Yoshida (吉田 幹比古?, Yoshida Mikihiko)
Doppiato da: Atsushi Tamaru
L'amico d'infanzia di Erika, un prodigio del clan Yoshida, specializzato in magia con gli spiriti. Anni prima della serie, Mikihiko ha fallito un rituale di evocazione che ha creato un blocco psicologico e gli ha impedito di usare la magia in modo efficace. Il coinvolgimento con Tatsuya gli restituisce fiducia, permettendogli di riacquistare il suo talento magico.
Honoka Mitsui (光井 ほのか?, Mitsui Honoka)
Doppiata da: Sora Amamiya
Una discendente di un gruppo di maghi estinti chiamati Elements. Gli Elements sono specializzati in uno dei sei elementi della magia e hanno la fedeltà geneticamente incorporata nei loro geni. Honoka usa la magia della luce e la sua lealtà genetica è rivolta a Tatsuya.
Shizuku Kitayama (北山 雫?, Kitayama Shizuku)
Doppiata da: Yuiko Tatsumi
La migliore amica di Honoka e figlia di un uomo estremamente ricco. Shizuku è una ragazza matura e di buon senso che raramente mostra emozioni. Ha ereditato il talento della madre per la magia di oscillazione.
Minami Sakurai (桜井 水波?, Sakurai Minami)
Doppiata da: Kiyono Yasuno
La nipote di Honami Sakurai, la guardiana di Miya Yotsuba. Sia Minami che Honami sono state create artificialmente dagli Yotsuba per servire il clan come guardie del corpo e sono specializzate nella magia di tipo barriera. Minami è la senpai di Miyuki e funge da cameriera e seconda guardia del corpo.

#### Consiglio Studentesco e Comitato Disciplinare
Il Consiglio Studentesco è un gruppo di studenti che fa da tramite tra gli insegnanti e gli studenti. Il Comitato Disciplinare, invece, è composto da studenti che si occupano essenzialmente di far rispettare le regole. Un terzo comitato è la Federazione delle attività extrascolastiche, che assicura che i club scolastici non entrino in conflitto tra loro. I tre comitati sono strettamente collegati e lavorano insieme per preservare la pace nel campus.
Mayumi Saegusa (七草 真由美?, Saegusa Mayumi)
Doppiata da: Kana Hanazawa
La presidentessa del Consiglio Studentesco durante il primo anno di scuola dei fratelli Shiba. Mette in scena una facciata timida e innocente, ma in realtà è maliziosa e molto perspicace. Mayumi ha il talento di un cecchino e la sua forma di magia offensiva consiste nello sparare ghiaccio secco come proiettile. Nel corso della storia, manipola Miyuki per farla entrare nel Consiglio Studentesco e Tatsuya nel Comitato Disciplinare. Sviluppa un'attrazione per Tatsuya e lo mette in situazioni imbarazzanti per divertimento. Dopo essersi iscritta all'Università di Magia, le sure sorelle gemelle, Kasumi e Izumi Saegusa, si iscrivono al Primo Liceo.
Mari Watanabe (渡辺 摩利?, Watanabe Mari)
Doppiata da: Marina Inoue
Leader del Comitato Disciplinare, Mari ha una personalità da maschiaccio, ma diventa completamente femminile di fronte al suo fidanzato, Naotsugu Chiba, che è anche il fratellastro più anziano di Erika. Per combattere, usa una lama simile a una frusta e usa la magia per manipolare le sostanze chimiche.
Katsuto Jumonji (十文字 克人?, Jūmonji Katsuto)
Doppiato da: Jun'ichi Suwabe
Katsuto è il prossimo capo del clan Jumonji e ha ereditato la magia barriera del clan, Phalanx: una barriera impenetrabile e perpetua usata per scopi difensivi e offensivi. Sia i Saegusa che i Jumonji sono membri dei Clan superiori, costringendo Mayumi e Katsuto a essere politicamente coinvolti nella comunità magica al di fuori della scuola.
Azusa Nakajou (中条 あずさ?, Nakajō Azusa)
Doppiata da: Saki Ogasawara
Una ragazza timida e dall'aspetto infantile che succede a Mayumi come presidente del Consiglio Studentesco durante il secondo anno dei fratelli Shiba. Azusa ha un interesse per l'ingegneria magica e sospetta che Tatsuya sia segretamente Silver Taurus. È in grado di usare una magica unica che porta il suo nome, Azusa Dream, per pacificare con la forza le persone.
Kanon Chiyoda (千代田 花音?, Chiyoda Kanon)
Doppiata da: Saori Ōnishi
Una ragazza impulsiva e bonaria che succede a Mari come presidente del Comitato Disciplinare durante il secondo anno dei fratelli Shiba. Si fidanza con Kei Isori, un ragazzo androgino e timido, e lo ama profondamente.
Kei Isori (五十里 啓?, Isori Kei)
Doppiato da: Sōma Saitō
Un ragazzo dall'aspetto delicato, fidanzato di Kanon.

### Altri
Masaki Ichijou (一条 将輝?, Ichijō Masaki)
Doppiato da: Yoshitsugu Matsuoka
Uno studente del primo anno del Terzo Liceo e il successore del capoclan Ichijou, un altro dei Clan superiori. La sua magia di combattimento include la manipolazione dell'aria, delle molecole d'acqua e la sua magia unica gli permette di far evaporare l'acqua all'interno di un organismo facendolo esplodere. Il suo nome in codice è "Crimson Prince" (principe cremisi). Questo nome gli è stato dato dopo che la Nuova Unione Sovietica ha invaso l'isola di Sado nel 2023. All'età di 13 anni Ichijou si offrì volontario per aiutare a respingere gli invasori. Si dice che abbia devastato da solo un intero reggimento di soldati regolari. Spesso è accompagnato dal suo migliore amico, Shinkuro Kichijoji. Dopo la aver perso il Torneo delle Nove Scuole, sia lui che Shinkuro cercano di migliorarsi per superare Tatsuya.
Shinkuro Kichijoji (吉祥寺 真紅郎?, Kichijōji Shinkurō)
Doppiato da: Ayumu Murase
Migliore amico di Masaki, a cui si attribuisce la scoperta di uno dei sedici codici fondamentali per la magia. Shinkuro si sente in debito con la famiglia Ichijou per averlo adottato dopo che i suoi genitori sono stati uccisi nell'invasione dell'isola di Sado e promette di servirli per sempre. Il nome in codice è "Cardinal George".
Haruka Ono (小野 遥?, Ono Haruka)
Doppiata da: Sakura Tange
Un'agente sotto copertura del ministero della pubblica sicurezza che si infiltra nella scuola di Tatsuya come consulente. Prende sul serio entrambi i suoi compiti e assiste spesso Tatsuya nella raccolta di informazioni. Inoltre, l'indole di Haruka potenzia la sua innata magia di occultamento; si allenato sotto la guida di Yakumo Kokonoe per migliorare ulteriormente le sue capacità di occultamento. Il suo nome in codice è "Ms. Phantom".
Yakumo Kokonoe (九重 八雲?, Kokonoe Yakumo)
Doppiato da: Ryōtarō Okiayu
Un maestro di ninjutsu, una forma minoritaria e più antica di magia. Sceglie di isolarsi dalla politica dei maghi e passa la maggior parte del tempo a raccogliere informazioni e ad allenare i suoi discepoli. Sia Tatsuya che Miyuki ricevono da lui l'addestramento alle arti marziali.
Pixie (ピクシー?, Pikushī)
Doppiata da: Nao Tōyama
Un robot domotico, un androide progettato per servire gli umani. È stata creata e posseduta dal club di ricerca robotica del Primo Liceo. Durante l'arco del visitatore, viene usata come contenitore fisico da uno dei gruppi di entità senzienti soprannaturali eteree chiamate parassiti. Il parassita ha iniziato a identificarsi come Pixie e, a causa della presenza di Honoka, ha sviluppato sentimenti d'amore verso Tatsuya. Tatsuya la compra per evitare che la comunità magica militarizzi il parassita al suo interno.
Zhou Gongjin (周 公瑾?, Shū Kōkin)
Doppiato da: Kōji Yusa
Un intermediario che ha orchestrato tutti i principali conflitti della serie. Fa parte di un'organizzazione sconosciuta guidata da Jiedo Heigu (ジード・ヘイグ?, Jīdo Heigu) che vuole distruggere la famiglia Yotsuba.
Angelina Kudou Shields (アンジェリーナ・クドウ・シールズ?, Anjerīna Kudô Shīruzu)
Doppiato da: Yōko Hikasa
Comunemente chiamata Lina, è la leader dell'esercito di maghi degli Stati Uniti del continente nordamericano (USNA) noto come Stars. La sua identità militare è Angie Sirius, ed è una dei tredici maghi strategici dichiarati pubblicamente.
Retsu Kudou (九島 烈?, Kudô Retsu)
Doppiato da: Motomu Kiyokawa (stagioni 1-2) e Hōchū Ōtsuka (dalla stagione 3)
Il patriarca dei Clan superiori e il capo del comitato per il Torneo delle Nove Scuole. I suoi occhi sono completamente neri. Ha raccontato di aver partecipato alla Terza Guerra Mondiale, durante la quale ha raggiunto il grado di maggior generale. Conosce l'ufficiale comandante di Tatsuya, il maggiore Kazama, la cui aiutante, Kyouko Fujibayashi (nome in codice "Electron Sorceress"), è sua nipote. Conosce anche la vera storia dei fratelli Shiba. Maya e Miya Yotsuba sono state entrambe sue allieve. Ha espresso preoccupazione per il fatto che la famiglia Yotsuba stia diventando troppo potente.

## Media

### Light novel
La serie, ideata e scritta da Tsutomu Satō, è stata inizialmente pubblicata come una web novel, venendo serializzata dal 12 ottobre 2008 al 21 marzo 2011 sul sito Shōsetsuka ni narō. Ad un certo punto, durante la pubblicazione su Shōsetsuka ni narō, Satō ha inviato un'opera originale a Dengeki Bunko sotto pseudonimo. L'ambientazione dell'opera condivideva somiglianze con The Irregular at Magic High School e un curatore editoriale ha dedotto la sua identità e gli ha offerto un contratto di pubblicazione. L'11 marzo 2011, l'autore ha annunciato che la sua opera sarebbe stata pubblicata come light novel sotto l'etichetta Dengeki Bunko. L'autore ha espresso un certo rammarico per aver trasformato un contenuto gratuito in un prodotto a pagamento, adducendo come motivo le sue esigenze finanziarie. Le illustrazioni che accompagnano le light novel sono state realizzate da Kana Ishida. È diventata la seconda web novel dopo Sword Art Online ad essere pubblicata da ASCII Media Works e il primo volume è stato pubblicato il 10 luglio 2011, sotto la loro etichetta Dengeki Bunko. La serie si è conclusa il 10 settembre 2020 portando la serie ad un totale di 32 volumi.
La storia è stata concepita intorno a un protagonista le cui capacità non possono essere misurate correttamente attraverso una valutazione standardizzata; per questo viene erroneamente classificato come uno studente con scarso rendimento o un irregolare. Questa premessa è servita come base per il protagonista Tatsuya Shiba. Satō segue due metodi per la sceneggiatura degli archi narrativi: il primo è quello di creare scenari per far si che i personaggi si comportino e interagiscono in determinati modi; il secondo è quello di pianificare una scena, quindi di sceneggiare la storia in modo che conduca a quella scena. Satō ha dichiarato che non trova che i suoi personaggi siano vivi o abbiano una volontà propria quando li sceneggia.
Nel luglio 2020 sono state annunciate sia una serie sequel e una spin-off. Il sequel, intitolato Zoku mahōka kōkō no rettōsei Magian Company (続・魔法科高校の劣等生 メイジアン・カンパニー?, Zoku mahōka kōkō no rettōsei Majian Kanpanī, lett. "Lo studente mediocre di un liceo di magia"), viene pubblicato dal 10 ottobre 2020. Lo spin-off invece si intitola Mahōka kōkō no rettōsei Kigunasu no otome-tachi (新・魔法科高校の劣等生 キグナスの乙女たち? lett. "Nuovo - Le studentesse mediocri della scuola superiore di magia di Cygnus") e viene pubblicato dal 9 gennaio 2021.

#### Volumi
| Nº                                                          | Titolo italiano (traduzione letterale) Giapponese 「Kanji」 - Rōmaji | Data di prima pubblicazione              | Data di prima pubblicazione |
| Nº                                                          | Titolo italiano (traduzione letterale) Giapponese 「Kanji」 - Rōmaji | Giapponese                               |                             |
| The Irregular at Magic High School (32 volumi)              | |                                          |                             |
| 1                                                           | Arco dell'iscrizione, parte 1 「入学編〈上〉」 - Nyūgaku-hen (jō) | 10 luglio 2011 ISBN 978-4-04-870597-4    |                             |
| 2                                                           | Arco dell'iscrizione, parte 2 「入学編〈下〉」 - Nyūgaku-hen (ge) | 10 agosto 2011 ISBN 978-4-04-870598-1    |                             |
| 3                                                           | Arco del Torneo delle Nove Scuole, parte 1 「九校戦編〈上〉」 - Kyūkōsen-hen (jō)                                                                                               | 10 novembre 2011 ISBN 978-4-04-870998-9  |                             |
| 4                                                           | Arco del Torneo delle Nove Scuole, parte 12 「九校戦編〈下〉」 - Kyūkōsen-hen (ge)                                                                                              | 10 dicembre 2011 ISBN 978-4-04-870999-6  |                             |
| 5                                                           | Arco delle vacanze estive, parte +1 「夏休み編+1」 - Natsuyasumi-hen +1 | 10 aprile 2012 ISBN 978-4-04-886522-7    |                             |
| 6                                                           | Arco del tumulto di Yokohama, parte 1 「横浜騒乱編<上>」 - Yokohama sōran-hen (jō)                                                                                              | 10 luglio 2012 ISBN 978-4-04-886700-9    |                             |
| 7                                                           | Arco del tumulto di Yokohama, parte 2 「横浜騒乱編<下>」 - Yokohama sōran-hen (ge)                                                                                              | 10 settembre 2012 ISBN 978-4-04-886701-6 |                             |
| 8                                                           | Arco del ricordo 「追憶編」 - Tsuioku-hen | 10 dicembre 2012 ISBN 978-4-04-891158-0  |                             |
| 9                                                           | Arco del visitatore, parte 1 「来訪者編＜上＞」 - Raihōsha-hen (jō) | 10 marzo 2013 ISBN 978-4-04-891423-9     |                             |
| 10                                                          | Arco del visitatore, parte 2 「来訪者編＜中＞」 - Raihōsha-hen (chū) | 7 giugno 2013 ISBN 978-4-04-891609-7     |                             |
| 11                                                          | Arco del visitatore, parte 3 「来訪者編＜下＞」 - Raihōsha-hen (ge) | 10 agosto 2013 ISBN 978-4-04-891610-3    |                             |
| 12                                                          | Arco del Double Seven 「ダブルセブン編」 - Daburu Sebun-hen | 10 ottobre 2013 ISBN 978-4-04-866003-7   |                             |
| 13                                                          | Arco della Steeplechase 「スティープルチェース編」 - Sutīpuruchēsu-hen | 10 aprile 2014 ISBN 978-4-04-866507-0    |                             |
| 14                                                          | Arco dell'insurrezione nella vecchia capitale, parte 1 「古都内乱編＜上＞」 - Koto nairan-hen (jō)                                                                              | 10 settembre 2014 ISBN 978-4-04-866860-6 |                             |
| 15                                                          | Arco dell'insurrezione nella vecchia capitale, parte 2 「古都内乱編＜下＞」 - Koto nairan-hen (shita)                                                                           | 10 gennaio 2015 ISBN 978-4-04-869167-3   |                             |
| 16                                                          | Arco della successione degli Yotsuba 「四葉継承編」 - Yotsuba keishō-hen | 9 maggio 2015 ISBN 978-4-04-865116-5     |                             |
| 17                                                          | Arco della conferenza del capo clan, parte 1 「師族会議編＜上＞」 - Shizoku kaigi-hen (jō)                                                                                      | 8 agosto 2015 ISBN 978-4-04-865313-8     |                             |
| 18                                                          | Arco della conferenza del capo clan, parte 2 「師族会議編＜中＞」 - Shizoku kaigi-hen (chū)                                                                                     | 10 novembre 2015 ISBN 978-4-04-865313-8  |                             |
| 19                                                          | Arco della conferenza del capo clan, parte 3 「師族会議編＜下＞」 - Shizoku Kaigi-hen (ge)                                                                                      | 10 marzo 2016 ISBN 978-4-04-865809-6     |                             |
| 20                                                          | Arco dell'antisommossa dei mari del sud 「南海騒擾編」 - Nankai sōjō-hen | 10 settembre 2016 ISBN 978-4-04-892318-7 |                             |
| 21                                                          | Arco del prologo del disturbo, parte 1 「動乱の序章編<上>」 - Dōran no joshō-hen (jō)                                                                                           | 10 febbraio 2017 ISBN 978-4-04-892669-0  |                             |
| 22                                                          | Arco del prologo del disturbo, parte 2 「動乱の序章編<下>」 - Dōran no joshō-hen (ge)                                                                                           | 9 giugno 2017 ISBN 978-4-04-892949-3     |                             |
| 23                                                          | Arco dell'isolamento 「孤立編」 - Koritsu-hen | 10 agosto 2017 ISBN 978-4-04-893281-3    |                             |
| 24                                                          | Arco della fuga, parte 1 「エスケープ編<上>」 - Esukēpu-hen <jō> | 10 marzo 2018 ISBN 978-4-04-893686-6     |                             |
| 25                                                          | Arco della fuga, parte 2 「エスケープ編<下>」 - Esukēpu-hen <ge> | 10 aprile 2018 ISBN 978-4-04-893792-4    |                             |
| 26                                                          | Arco dell'invasione 「インベージョン編」 - Inbējon-hen | 10 agosto 2018 ISBN 978-4-04-893970-6    |                             |
| 27                                                          | Arco del cambiamento improvviso 「急転編」 - Kyūten-hen | 10 novembre 2018 ISBN 978-4-04-912163-6  |                             |
| 28                                                          | Arco dell'inseguimento, parte 1 「追跡編＜上＞」 - Tsuiseki-hen (jō) | 10 aprile 2019 ISBN 978-4-04-912560-3    |                             |
| 29                                                          | Arco dell'inseguimento, parte 2 「追跡編＜下＞」 - Tsuiseki-hen (ge) | 8 giugno 2019 ISBN 978-4-04-912571-9     |                             |
| 30                                                          | Arco della riconquista 「奪還編」 - Dakkan-hen | 10 settembre 2019 ISBN 978-4-04-912738-6 |                             |
| 31                                                          | Arco del futuro 「未来編」 - Mirai-hen | 10 aprile 2020 ISBN 978-4-04-913067-6    |                             |
| 32                                                          | Arco del sacrificio/Arco della laurea 「サクリファイス編／卒業編」 - Sakurifaisu-hen/Sotsugyō-hen                                                                               | 10 settembre 2020 ISBN 978-4-04-913253-3 |                             |
| Zoku mahōka kōkō no rettōsei Magian Company (10+ volumi)    | |                                          |                             |
| 1                                                           | Lo studente mediocre di un liceo di magia 「続・魔法科高校の劣等生 メイジアン・カンパニー」 - Zoku mahōka kōkō no rettōsei Majian Kanpanī                                       | 10 ottobre 2020 ISBN 978-4-04-913254-0   |                             |
| 2                                                           | Lo studente mediocre di un liceo di magia 2 「続・魔法科高校の劣等生 メイジアン・カンパニー 2」 - Zoku mahōka kōkō no rettōsei Majian Kanpanī 2                                 | 9 aprile 2021 ISBN 978-4-04-913623-4     |                             |
| 3                                                           | Lo studente mediocre di un liceo di magia 3 「続・魔法科高校の劣等生 メイジアン・カンパニー 3」 - Zoku mahōka kōkō no rettōsei Majian Kanpanī 3                                 | 10 novembre 2021 ISBN 978-4-04-913931-0  |                             |
| 4                                                           | Lo studente mediocre di un liceo di magia 4 「続・魔法科高校の劣等生 メイジアン・カンパニー 4」 - Zoku mahōka kōkō no rettōsei Majian Kanpanī 4                                 | 10 maggio 2022 ISBN 978-4-04-914339-3    |                             |
| 5                                                           | Lo studente mediocre di un liceo di magia 5 「続・魔法科高校の劣等生 メイジアン・カンパニー 5」 - Zoku mahōka kōkō no rettōsei Majian Kanpanī 5                                 | 10 novembre 2022 ISBN 978-4-04-914527-4  |                             |
| 6                                                           | Lo studente mediocre di un liceo di magia 6 「続・魔法科高校の劣等生 メイジアン・カンパニー 6」 - Zoku mahōka kōkō no rettōsei Majian Kanpanī 6                                 | 10 maggio 2023 ISBN 978-4-04-915009-4    |                             |
| 7                                                           | Lo studente mediocre di un liceo di magia 7 「続・魔法科高校の劣等生 メイジアン・カンパニー 7」 - Zoku mahōka kōkō no rettōsei Majian Kanpanī 7                                 | 8 dicembre 2023 ISBN 978-4-04-915113-8   |                             |
| 8                                                           | Lo studente mediocre di un liceo di magia 8 「続・魔法科高校の劣等生 メイジアン・カンパニー 8」 - Zoku mahōka kōkō no rettōsei Majian Kanpanī 8                                 | 10 maggio 2024 ISBN 978-4-04-915648-5    |                             |
| 9                                                           | Lo studente mediocre di un liceo di magia 9 「続・魔法科高校の劣等生 メイジアン・カンパニー 9」 - Zoku mahōka kōkō no rettōsei Majian Kanpanī 9                                 | 10 dicembre 2024 ISBN 978-4-04-915977-6  |                             |
| 10                                                          | Lo studente mediocre di un liceo di magia 10 「続・魔法科高校の劣等生 メイジアン・カンパニー 10」 - Zoku mahōka kōkō no rettōsei Majian Kanpanī 10                              | 10 giugno 2025 ISBN 978-4-04-916399-5    |                             |
| Mahōka kōkō no rettōsei Kigunasu no otome-tachi (7+ volumi) | |                                          |                             |
| 1                                                           | Nuovo - Le studentesse mediocri della scuola superiore di magia di Cygnus 「新・魔法科高校の劣等生 キグナスの乙女たち」 - Mahōka kōkō no rettōsei Kigunasu no otome-tachi       | 9 gennaio 2021 ISBN 978-4-04-913262-5    |                             |
| 2                                                           | Nuovo - Le studentesse mediocri della scuola superiore di magia di Cygnus 2 「新・魔法科高校の劣等生 キグナスの乙女たち 2」 - Mahōka kōkō no rettōsei Kigunasu no otome-tachi 2 | 9 luglio 2021 ISBN 978-4-04-913728-6     |                             |
| 3                                                           | Nuovo - Le studentesse mediocri della scuola superiore di magia di Cygnus 3 「新・魔法科高校の劣等生 キグナスの乙女たち 3」 - Mahōka kōkō no rettōsei Kigunasu no otome-tachi 3 | 10 febbraio 2022 ISBN 978-4-04-913932-7  |                             |
| 4                                                           | Nuovo - Le studentesse mediocri della scuola superiore di magia di Cygnus 4 「新・魔法科高校の劣等生 キグナスの乙女たち 4」 - Mahōka kōkō no rettōsei Kigunasu no otome-tachi 4 | 10 agosto 2022 ISBN 978-4-04-914340-9    |                             |
| 5                                                           | Nuovo - Le studentesse mediocri della scuola superiore di magia di Cygnus 5 「新・魔法科高校の劣等生 キグナスの乙女たち 5」 - Mahōka kōkō no rettōsei Kigunasu no otome-tachi 5 | 10 febbraio 2023 ISBN 978-4-04-914528-1  |                             |
| 6                                                           | Nuovo - Le studentesse mediocri della scuola superiore di magia di Cygnus 6 「新・魔法科高校の劣等生 キグナスの乙女たち 6」 - Mahōka kōkō no rettōsei Kigunasu no otome-tachi 6 | 9 febbraio 2024 ISBN 978-4-04-915114-5   |                             |
| 7                                                           | Nuovo - Le studentesse mediocri della scuola superiore di magia di Cygnus 7 「新・魔法科高校の劣等生 キグナスの乙女たち 7」 - Mahōka kōkō no rettōsei Kigunasu no otome-tachi 7 | 7 marzo 2025 ISBN 978-4-04-915978-3      |                             |

### Manga
Un adattamento a manga, scritto da Fumino Hayashi e Tsutomu Satō, con disegni di Tsuna Kitaumi, e stato serializzato nella rivista per manga shōnen GFantasy, edita da Square Enix, dal 17 dicembre 2011 al 18 settembre 2013, adattando il primo arco narrativo della serie di romanzi, Nyūgaku-hen (Arco dell'iscrizione). I capitoli della serie sono stati raccolti in 4 volumi tankōbon e l'ultimo è stato pubblicato il 27 dicembre 2013. La prima serie manga è stata distribuita anche in Francia da Ototo e in Spagna da Norma Editorial. Un adattamento a manga del secondo arco narrativo, Kyūkōsen-hen (Arco del Torneo delle Nove Scuole), con disegni a cura di Tsuna Kitaumi, è stato serializzato sulla stessa rivista dal 18 ottobre 2013 al 18 maggio 2016. I capitoli sono stati raccolti in 5 volumi tankōbon pubblicati dal 10 aprile 2014 al 27 luglio 2016. Sempre nello stesso giorno d'inizio della precedente serie, un adattamento a manga del terzo arco narrativo, Yokohama Sōran-hen (Arco del tumulto di Yokohama), ha iniziato ad essere serializzato sulla rivista GFantasy, con disegni a cura di Gin Amau; quest'ultimo si è concluso il 18 settembre 2015. I capitoli sono stati raccolti in 5 volumi tankōbon pubblicati dal 10 aprile 2014 al 27 novembre 2015.
Un adattamento manga dell'arco narrativo Natsuyasumi-hen (Arco delle vacanze estive), con disegni a cura di Yuzuki N', è stato serializzato sulla rivista Dengeki Daioh dal 27 ottobre 2016 al 27 dicembre 2017. I capitoli sono stati raccolti in 3 volumi tankōbon pubblicati dal 10 febbraio 2017 al 9 febbraio 2018. Un adattamento manga dell'arco Kaichō senkyo-hen (Arco delle elezioni del Consiglio Studentesco), con disegni a cura di Yuzuki N', è stato serializzato sulla stessa rivista dal 27 aprile al 27 settembre 2018. I capitoli sono stati raccolti in un singolo volume tankōbon pubblicato il 10 ottobre 2018.
Un adattamento a manga dell'ottavo volume della serie, Tsuioku-hen (Arco del ricordo), che è essenzialmente un prequel narrante gli eventi precedenti al primo volume, è stato serializzato nella rivista manga shōnen Dengeki Daioh edita da ASCII Media Works dal 27 febbraio 2014 al 27 luglio 2015, con disegni a cura di Waki Ikawa. I capitoli sono stati raccolti in 3 volumi tankōbon pubblicati dal 10 giugno 2014 al 10 settembre 2015. Un adattamento manga dell'arco narrativo Raihōsha-hen (Arco del visitatore), con disegni a cura di Majiko!, è stato serializzato sulla rivista GFantasy dal 18 dicembre 2015 al 18 giugno 2019. I capitoli sono stati raccolti in 7 volumi tankōbon pubblicati dal 27 luglio 2016 al 10 settembre 2019. Un adattamento manga dell'arco Daburu Sebun-hen (Arco del Double Seven), con disegni a cura di Tsuna Kitaumi, è stato serializzato sulla rivista GFantasy dal 18 ottobre 2016 al 18 luglio 2019. I capitoli sono stati raccolti in 3 volumi tankōbon pubblicati dal 27 settembre 2017 al 27 settembre 2019.
Un adattamento manga dell'arco Steeplechase-hen (Arco della corsa ad ostacoli), con disegni a cura di Nobu Aonagi, è stato serializzato sulla rivista Dengeki Daioh dal 27 marzo 2019 al 27 novembre 2020. I capitoli sono stati raccolti in 3 volumi tankōbon pubblicati dal 9 novembre 2019 al 10 dicembre 2020. Un adattamento manga dell'arco Koto nairan-hen, con disegni a cura di Yuzuki N Dash, è stato serializzato sulla rivista Dengeki Daioh dal 27 marzo 2019 al 27 gennaio 2022. I capitoli sono stati raccolti in 5 volumi tankōbon pubblicati dal 9 novembre 2019 al 10 marzo 2022. Un adattamento manga dell'arco Yotsuba keishō-hen (Arco della successione degli Yotsuba), con disegni a cura di Tsuna Kitaumi, è stato serializzato sulla rivista GFantasy dal 18 dicembre 2019 al 18 marzo 2022. I capitoli sono stati raccolti in 3 volumi tankōbon pubblicati dal 10 settembre 2020 al 27 maggio 2022.
Un adattamento manga dell'arco Shizoku kaigi-hen (Arco della conferenza del capo clan), con disegni a cura di Hazumi Takeda, viene serializzato sulla rivista GFantasy dal 18 marzo 2020. I capitoli vengono raccolti in volumi tankōbon a partire dal 10 settembre 2020; al 27 marzo 2024 i volumi totali ammontano a 8. Un adattamento manga dell'arco Nankai Sōjō-hen (Arco dell'antisommossa dei mari del sud), con disegni a cura di Nobu Aonagi, è stato serializzato sulla rivista Dengeki Daioh dal 26 febbraio 2021 al 26 agosto 2022. I capitoli sono stati raccolti in 3 volumi tankōbon pubblicati dal 10 settembre 2021 al 7 ottobre 2022.
Un manga spin-off intitolato Mahōka kōkō no yūtōsei (魔法科高校の優等生?) con disegni a cura di Yu Mori è stato serializzato dal 27 aprile 2012 al 27 giugno 2020 nella rivista Dengeki Daioh, è stato raccolto in 11 volumi tankōbon pubblicati dal 27 ottobre 2012 al 10 settembre 2020. Negli Stati Uniti la serie è stata distribuita da Yen Press.

### Anime
Un adattamento a serie televisiva anime è stato annunciato durante il Dengeki Bunko Fall Festival il 6 ottobre 2013. Diretta da Manabu Ono e prodotta da Madhouse, la serie è stata trasmessa su Tokyo MX, GTV e GYT dal 5 aprile al 27 settembre 2014 e successivamente su MBS, CTC, tvk, TVS, TVA, TVQ, TVh, AT-X e BS11. La prima sigla di apertura è Rising Hope interpretata da LiSA, e la prima sigla di chiusura è Millenario. interpretata da Elisa. La seconda sigla di apertura è Grilletto interpretata da GARNiDELiA, e la seconda sigla di chiusura è Mirror interpretata da Rei Yasuda. Nel Nord America i diritti per la diffusione via streaming dell'anime sono stati acquistati da Aniplex of America.
Una serie di video introduttivi animati in stile super deformed intitolata Mahōka kōkō no rettōsei: yoku wakaru mahōka (よくわかる魔法科?) e prodotta da Aniplex, è stata diffusa via streaming sul canale YouTube di Aniplex dal 22 febbraio 2014. Un programma radiofonico su Internet intitolato Mahōka kōkō no rettōsei Web Radio mankai! Burūmu hōsō iinkai (魔法科高校の劣等生Webラジオ 満開!ブルーム放送委員会?, Mahōka kōkō no rettōsei Web Rajio mankai! Burūmu hōsō iinkai), è andato in onda dal 23 marzo 2014 condotto da Sora Amamiya e Yuiko Tatsumi, le doppiatrici rispettivamente di Honoka Mitsui e Shizuku Kitayama; gli episodi del programma radiofonico sono stati successivamente resi disponibili su CD il 29 agosto 2014. Un radiodramma in DVD è stato pubblicato nel dicembre 2014 ed è basato sull'arco narrativo Tsuioku-hen (Arco del ricordo) della light novel.
Un film anime intitolato Gekijōban mahōka kōkō no rettōsei: Hoshi o yobu shōjo (劇場版 魔法科高校の劣等生 星を呼ぶ少女? lett. "Lo studente mediocre di una scuola superiore di magia versione cinematografica: La ragazza che chiama le stelle") è stato rivelato nel diciannovesimo volume della light novel uscito a marzo 2016. Il film, basato su una nuova storia originale scritta dall'autore della serie, Tsutomu Satō, è stato proiettato in Giappone il 17 giugno 2017. È stato diretto da Risako Yoshida e prodotto dallo studio 8-Bit, mentre il resto dei membri del cast sono tornati a ricoprire il medesimo ruolo. Il film è ambientato dopo gli eventi dell'undicesimo volume della light novel e durante l'episodio 11 della seconda stagione dell'anime.
All'evento Dengeki Bunko Aki no Namahoso Festival del 6 ottobre 2019, è stata annunciata una seconda stagione della serie anime che adatta l'arco Raihōsha-hen (Arco del visitatore) della serie di romanzi, la cui messa in onda era originariamente prevista per luglio 2020, ma è stata posticipata dal 3 ottobre al 26 dicembre 2020, a causa della pandemia di COVID-19. Lo staff e il cast principali del film del 2017 sono tornati a ricoprire i rispettivi ruoli nella seconda stagione. La sigla d'apertura è Howling ed è cantata da ASCA mentre quella di chiusura è Na mo nai hana (名もない花?) ed è interpretata da Miki Satō.
A fine dicembre 2020 è stato rivelato che la serie manga spin-off, Mahōka kōkō no yūtōsei, avrebbe ricevuto un adattamento televisivo, andato in onda dal 3 luglio al 25 settembre 2021 su Tokyo MX e altre reti. La serie è animata dallo studio Connect e diretta da Hideki Tachibana, con la sceneggiatura e la supervisione di Tsuyoshi Tamai, Ryōsuke Yamamoto e Takao Sano che curano il character design e Taku Iwasaki che è tornato a comporre la colonna sonora. La sigla d'apertura 101 è cantata da Sangatsu no Phantasia mentre quella di chiusura è Double Standard eseguita da Philosophy no Dance. La serie vede come protagonista Miyuki Shiba, sorella minore di Tatsuya, e il suo punto di vista sugli avvenimenti dei primi due archi narrativi della serie principale.
Il 28 febbraio 2021 è stato annunciato l'adattamento animato dell'arco narrativo Tsuioku-hen (Arco del ricordo). Quest'ultimo si è poi rivelato essere un film d'animazione televisivo dalla durata di 60 minuti, andato in onda il 31 dicembre seguente e che presenta il medesimo cast e staff della seconda stagione. La sigla è Ripe Aster di Kairi Yagi.
Nel gennaio 2022 è stato annunciato il seguito dell'anime. Nel luglio 2023 è stato confermato che si tratta di una serie televisiva sequel, diretta da Jimmy Stone di 8-Bit che è stata trasmessa dal 5 aprile al 28 giugno 2024. La sigla d'apertura è Shouted Serenade di LiSA mentre quelle di chiusura sono recall di Kairi Yagi (ep. 2-4), Snow Noir (スノーノワール?, Sunō Nowāru) degli Sangatsu no Phantasia (ep. 5-8) e Shion no hanataba wo (紫苑の花束を?) di ASCA (ep. 9-13). I diritti per la distribuzione internazionale al di fuori dell'Asia sono stati acquistati da Crunchyroll che l'ha pubblicata in simulcast in versione sottotitolata in vari Paesi, tra cui l'Italia.
Dopo la messa in onda dell'ultimo episodio della terza stagione, è stato annunciato un adattamento cinematografico dell'arco narrativo Yotsuba keishō-hen (Arco della successione degli Yotsuba).

### Videogiochi
Un videogioco per smartphone e tablet, intitolato Mahōka kōkō no rettōsei: LOST ZERO (魔法科高校の劣等生LOST ZERO?), è stato sviluppato da BeXide e pubblicato da Square Enix per i sistemi operativi Android e iOS rispettivamente il 3 e il 4 settembre 2014. Un videogioco per telefoni cellulari e smartphone intitolato Mahōka kōkō no rettōsei: School Magicus Battle (魔法科高校の劣等生 スクールマギクスバトル?, Mahōka kōkō no rettōsei Sukūru Magikusu Batoru) è stato annunciato durante il Dengeki Game Festival 2014 e pubblicato nel corso dello stesso anno.
Un videogioco per PlayStation Vita intitolato Mahōka kōkō no rettōsei: Out of Order (魔法科高校の劣等生 Out of Order?) è in fase di sviluppo da parte di Namco Bandai, la quale ne ha annunciato l'uscita in occasione del Dengeki Game Festival 2014. La data di uscita, fissata inizialmente per il 30 ottobre 2014, è stata posticipata al 25 dicembre dello stesso anno a causa di miglioramenti al sistema della console. Nel videogioco i personaggi possono indossare degli speciali abiti dedicati a Sword Art Online, ovvero le divise degli avatar di Kirito e Asuna, e la storia narra eventi inediti ideati dall'autore della serie di light novel Satō.

## Accoglienza

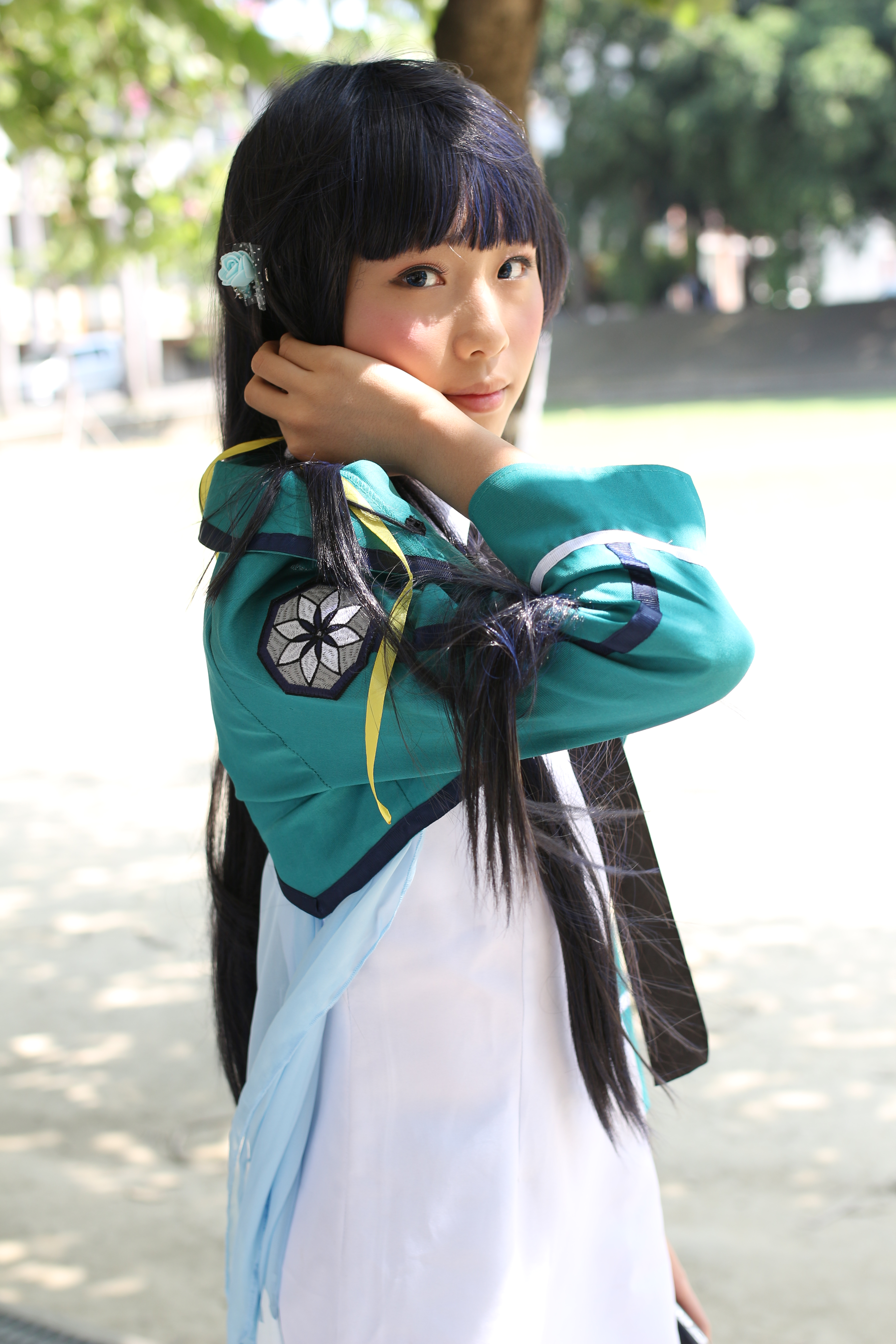
Cosplayer di Miyuki

Le light novel sono state ben accolte. Nel 2012 Mahōka kōkō no rettōsei si è posizionata al quarto posto nella classifica delle serie di light novel più vendute con 696 322 copie vendute stimate in Giappone; e nel 2013 è risultata essere la terza serie di light novel, con 947 772 copie vendute stimate e 3,15 milioni di copie totali stampate. Si sono classificate al settimo posto nei sondaggi di Sugoi Japan 2015 e dal 2011 sono state una delle serie di light novel più vendute in Giappone. Nel 2014 sono state vendute 5,3 milioni di copie delle light novel. Inoltre, anche i suoi adattamenti manga e anime sono apparsi nelle classifiche di vendita più alte. Nel 2017, la serie di light novel ha venduto 7,7 milioni di copie. Fino al 2020, la serie ha venduto più di 20 milioni di copie. A dicembre 2021 i numeri di vendita hanno superato i 22 milioni di copie.
Anime News Network ha fatto recensire il primo episodio dell'anime da quattro redattori: Carl Kimlinger ha visto del potenziale nella rivisitazione di una tipica premessa da anime, lodando Tatsuya come protagonista e la gestione dei misteri che circondano la trama; Theron Martin, sebbene speranzosa per via del protagonista maschile e del concetto di trama, ha espresso critiche nei confronti dell'animazione indistinguibile e della costanza esposizione per gli spettatori; e Rebecca Silverman ha ritenuto che fosse insipido e niente di speciale. Il quarto recensore, Jacob Chapman, ha espresso un'immediata avversione nei confronti della serie, criticandola per la mancanza di qualcosa che coinvolgesse gli spettatori e per essere un pigro adattamento di una light novel, concludendo la recensione con "Non riesco nemmeno a ricordare l'ultima volta che ho visto qualcosa che non avesse un solo fattore di redenzione o qualcosa da consigliare al riguardo". Silverman ha recensito i successivi episodi della serie. Dal punto di vista della trama, ha elogiato l'arco dell'iscrizione che sottolinea i test standardizzati, mentre ha criticato l'arco del Torneo delle Nove Scuole per la sua esecuzione e la debolezza dell'esposizione e ha ritenuto che i personaggi non fossero interessanti. Silverman ha sostenuto che la serie non fosse all'altezza del suo potenziale e ha citato come possibili ragioni la musica di sottofondo e le animazioni poco fluide.
La recensione di Chris Beveridge per Fandom Post è stata molto positiva nei confronti della serie anime, definendola una delle migliori serie anime dell'anno. Beveridge ha elogiato gli aspetti tecnici e fondamentali della magia nella serie, che rompono l'approccio soprannaturale solitamente adottato da altre opere, e ha apprezzato il potenziale impatto che potrebbe avere sugli eventi futuri. Tuttavia, pur apprezzando il tecnicismo della serie, il recensore ha notato che questo aspetto frustrerà alcuni spettatori. Richard Eisenbeis di Kotaku ha apprezzato i personaggi, la storia, il complesso e tecnico sistema di magia e i misteri. Tuttavia, Eisenbeis ha criticato l'esposizione, ritenendola poco tempestiva, pesante e non in grado di spiegare le cose con maggiore chiarezza. Ha concluso la sua recensione scrivendo che l'anime avrebbe potuto essere grandioso  se fosse stato gestito da un regista o una sceneggiatura diversa.
In Giappone il primo Blu-ray Disc dell'anime si è posizionato al sesto posto tra le edizioni home video degli anime più vendute nella settimana dal 20 al 27 luglio 2014 con 8145 copie vendute. Nella stessa settimana la versione DVD ha raggiunto l'undicesimo posto con 2167 copie vendute e la settimana seguente il trentesimo con 411 unità vendute, per un totale di 2578. Nella settimana dal 25 al 31 agosto il secondo Blu-ray Disc è arrivato al quarto posto con 8752 unità vendute, mentre la versione DVD è arrivata al settimo posto con 2453 copie vendute.